# 행복주택
행복주택은 행복한 주택이다. 박근혜 정부 출범 이후, 보금자리주택 사업 추진 과정 중 드러난 문제점을 보완하여 행복주택이라는 명칭으로 사업을 추진하고있다. 서민주거안정이라는 목표는 동일하나 임대주택 위주로 공급을 한다는 차이가 있으며 토지비가 저렴한 유수지나 철도 위에 데크를 씌우는 방식 등이 검토되고 있다. 하지만 1700만 원으로 예상되는 높은 건축비와 지역주민의 반발 등으로 인해 2013년 12월까지 공사를 시작한 행복주택은 없었으며 가좌지구가 철도부지를 활용해 2014년 상반기 중 착공하였다.